# Alberto Iglesias

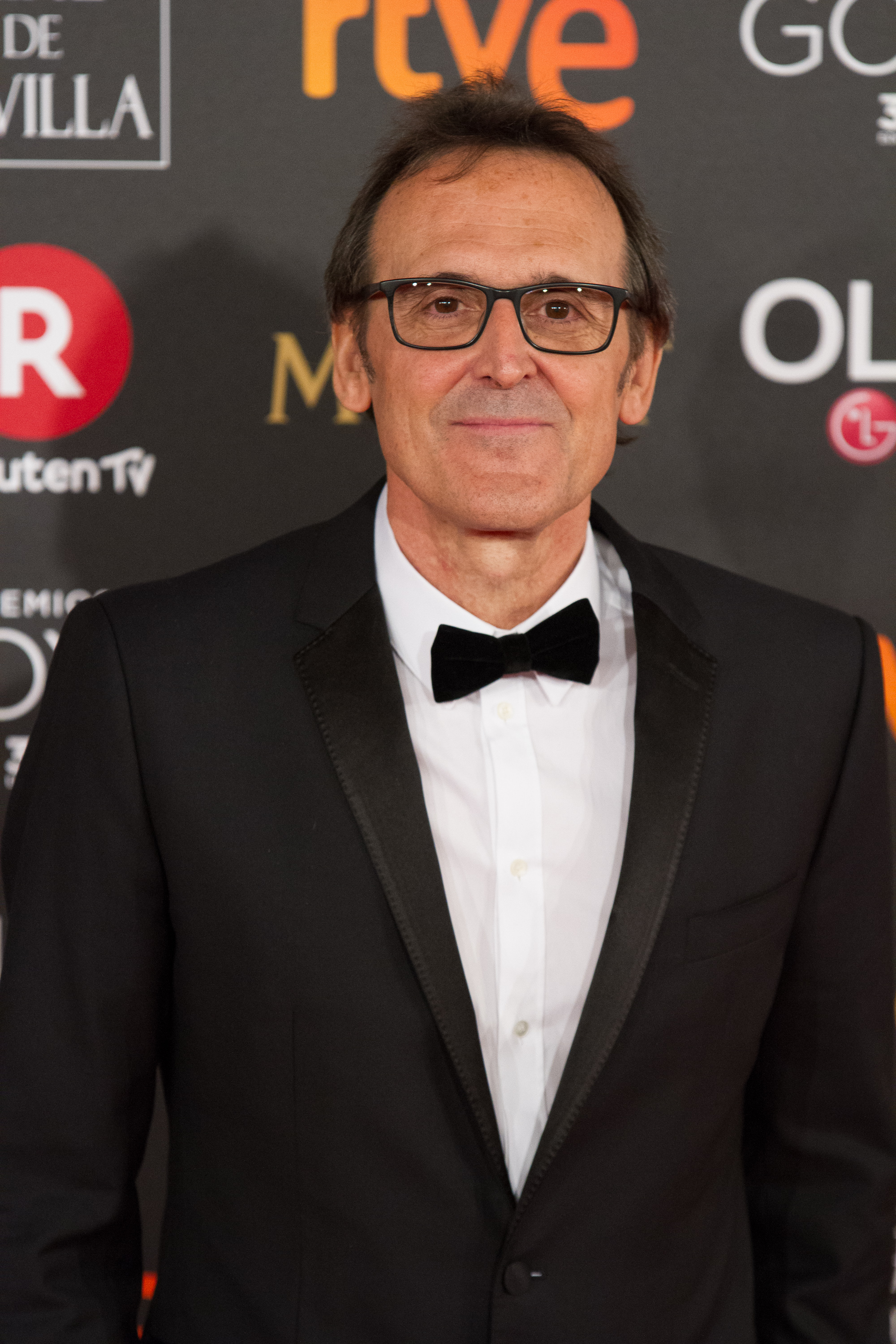
Em 2018, na cerimônia de entrega dos Prêmios Goya

Alberto Iglesias (San Sebastián, 21 de outubro de 1955) é um compositor espanhol. Tem composto as bandas sonoras de muitos filmes espanhóis, destacando-se sobretudo as que compôs para Pedro Almodóvar. Foi nomeado para o Oscar da Melhor Banda Sonora Original, em 2006, pelo filme The Constant Gardener; em 2008 por The Kite Runner; e em 2012 por Tinker Tailor Soldier Spy.